# Université Jean-Lorougnon-Guédé

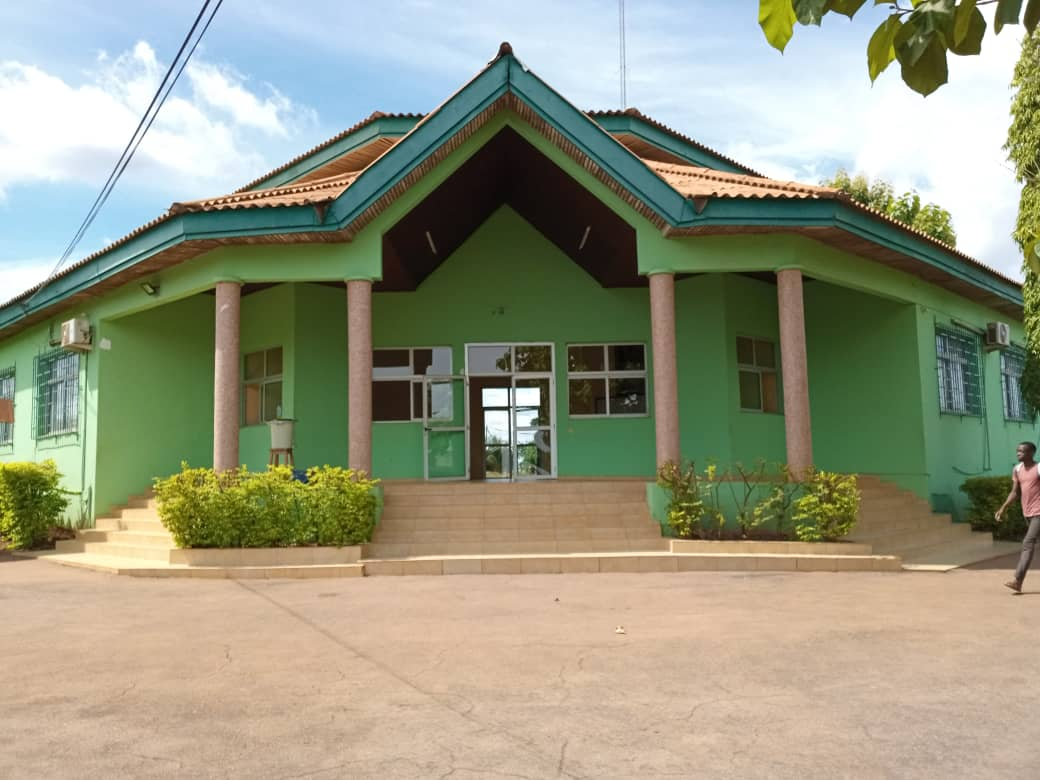
Bâtiment de la présidence de l'Université.

L’université Jean Lorougnon Guédé (UJLoG) est une université publique située à Daloa en Côte d'Ivoire. L'université offre des formations scientifiques, notamment en agroforesterie, environnement en physique, en chimie, sciences sociales et humaines, sciences économiques et de gestion et en sciences  juridiques. L’UJLoG est membre de plusieurs organisations d’enseignement supérieur, notamment l’Agence universitaire de la Francophonie et le Réseau ivoirien de télécommunication de l’enseignement et de la recherche. La Présidente de l'université est le Professeure Adohi Krou Adjo Viviane.

## Historique

### À l’origine, un détachement de l'université d’Abobo-Adjamé
L'unité régionale d'enseignement supérieur (URES) de Daloa a été créée par le décret no 96-613 du 9 août 1996 afin de déconcentrer l'université d'Abobo-Adjamé (aujourd’hui Nangui Abrogoua),. À sa création, l'URES de Daloa ne formait que les 1re et 2e années universitaires, encadrées par un personnel administratif et technique minimal. Le personnel enseignant, lui provenait essentiellement des structures de recherche et d'enseignement supérieur d'Abidjan.
Au fil des années, le conseil de l'université d'Abobo-Adjamé, auquel est rattaché l'URES de Daloa, décide de lui accorder davantage d'autonomie, notamment dans le recrutement d'enseignants-chercheurs permanents, la mise en place d'une administration plus étoffée et l'instauration des diplômes de licence et de maîtrise d'enseignement des sciences de la vie et de la Terre (SVT).

### Université de plein exercice à partir de 2012
En 2012, le décret no 2012-986 du 10 octobre 2012 érige l’URES de Daloa en université de plein exercice avec pour dénomination «Jean Lorougnon Guédé» (UJLoG) en mémoire d'un illustre fils de la région, éminent professeur d’université, le premier des ministres de la Recherche de Côte d’Ivoire. Le professeur Gnakri Dago fut le président de ce nouvel établissement public administratif d’enseignement supérieur et de recherche à partir de 2013. Tidou Abiba Sanogo assure la présidence de cette université depuis 2014,.  Dès la rentrée universitaire 2012-2013, l’UJLoG acquiert donc son autonomie. Son effectif dépasse les 2 000 étudiants formés par 144 enseignants. En 2023, l'université de Daloa compte près de 6 000 étudiants, 421 enseignants-chercheurs et 149 membres du personnel administratif et Technique .

## Missions

### Formation
La mission principale de l’université Jean Lorougnon Guédé est d’assurer la formation en développement local, rural et communautaire. L’université Jean Lorougnon Guédé compte ainsi 5 unités de formation et de recherche dont le tronc commun agroforesterie et environnement qui lui est exclusif en Côte d’Ivoire. Le développement de cette filière à Daloa répond à la nécessité de former des experts et des techniciens en matière de production végétale afin de relever le défi de l’auto-suffisance alimentaire de la Côte d’Ivoire. Avec un taux de réussite oscillant entre les 80 et 85 %, l’UJLoG se veut une université de référence en Côte d’Ivoire.
Aujourd'hui l'université dispose de plusieurs formations innovantes. Il s'agit du Master international en économie rurale et développement des territoires (MERIT). Elle propose aussi de deux formations ouvertes à Distance (FOAD). Il s'agit des FOAD Géosciences et Environnement (GEE) et Technicien Agricole en Ressources Végétales. En plus des 5 UFR, elle possède un Institut Universitaire en Ingénierie du Bois et Paysage (IUIBP) ,,.

### Recherche
L’UJLoG a entre autres missions la recherche scientifique et technologique ainsi que la valorisation de ses résultats. Un crédo que s’approprient les enseignants-chercheurs de l’établissement. Le 23 novembre 2013, Dr Barima Yao Sabas, Enseignent Chercheur de ladite université est classé premier au prix de la recherche de l’Académie des sciences, des arts, des cultures d'Afrique et des diasporas africaines. Il décroche ainsi la bourse dotée d'un montant de 8 millions de francs CFA. Sa recherche a porté sur le thème : "Impact des crises militaro-politiques de 2000 sur le couvert végétal de la Côte d'Ivoire". Le 27 mars 2014, Dr Mahama Touré, un autre enseignant-chercheur à l'université Jean Lorougnon Guédé a été primé en Géorgie pour le prix Ifba Award Biosafety Hero 2013 en raison de son implication et de son action remarquable pour la promotion de la biosécurité et de la biosûreté en laboratoire. Il est le premier africain, le premier francophone et le plus jeune des awards depuis la création de ce prix.

## Installations
En dehors des bâtiments administratifs, l’université Lorougnon Guédé compte trois amphithéâtres d’une capacité de 500 places, quinze salles de travaux dirigés, huit salles de travaux pratiques et une salle informatique sur un site de 80 ha appelé à atteindre à terme les 400 ha.